# タイガーストライプ (ベトナム戦争)

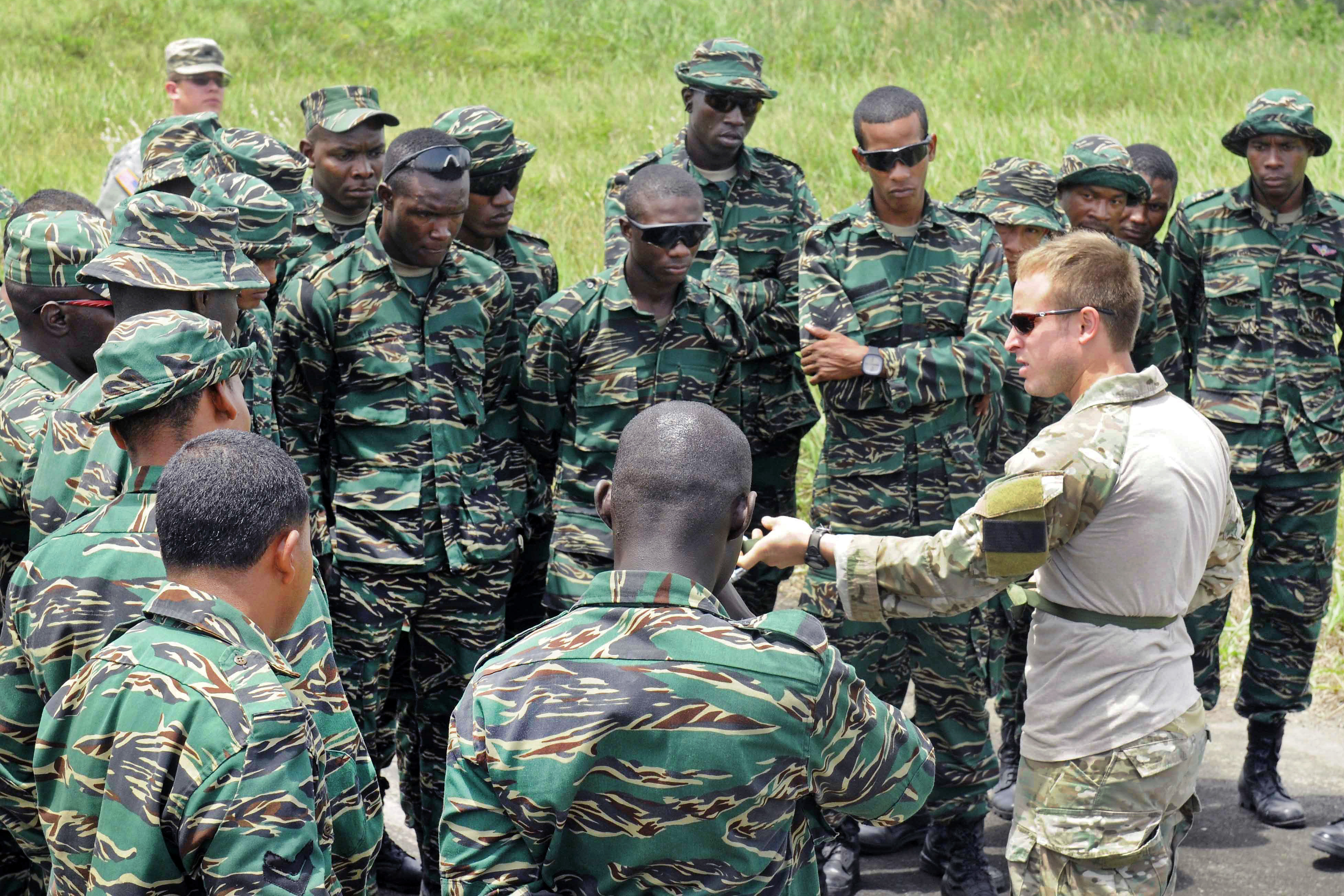
タイガーストライプはリザード迷彩と並ぶ初期の歩兵用実用迷彩である。ただしガイアナ軍では現在でも使用されている。

タイガーストライプは、虎縞様の軍用迷彩パターンあるいはそのパターンで作成された迷彩被服を指す。
この項では、その発祥とされる主に1960年代から1970年代初頭に派生した、ベトナム戦争関連のタイガーストライプ迷彩被服について概観する。

## タイガーストライプ迷彩服の誕生
1950年代の末期、ベトナム共和国（南ベトナム）海兵隊にて採用されたタイガーストライプは、ベトナムでは「虎の皮（da cọp／ザーコプ）」「縞柄（sọc rằn/ソク ラン）」と呼ばれ、この迷彩被服はフランス軍の「インドチナ・リザード迷彩被服TTA47」を参照し作成されたものと推定されている。 
また、1957年コントラクトのベトナム海兵隊試作(?)柄の存在が、リチャード・D・ジョンソンにより指摘されている。ジョンソンはそのパターンを「VMX」と命名し以後のパターンバリエーションの起点とし、タイガーストライプ柄のパターン分類をしている。
ジョンソンは、ベトナム共和国制式タイガーストライプのパターンを、このVMX（Vietnamese Marine corps eXperimental）のほか、Vietnamese Marine corps Sparse（ファーストパターン）、Vietnamese Marine corps Dense（セカンドパターン）に分類している。

## アメリカ合州国政府による調達
60年代の初頭より、ベトナム戦争の非正規戦闘部隊に向けた米国物資の中にこのタイガーストライプ被服が含まれていた。その多くはAPA(US Army Procurement Agency Japan / Yokohama)および、KPA(Korean Procurement Agency)を通じて入札調達され、ベトナム少数民族やCISO部隊へ補給されていた。その場合、迷彩生地は主に日本にてプリント生産されていた。

## ベトナム戦争期の主なタイガーストライプ柄（パターン）のバリエーション
APA/KPA調達のタイガーストライプ被服の迷彩柄については、リチャード・D・ジョンソンにより基本柄が4つにカテゴライズされ、そのカテゴリーの中でさらにスパース（希薄）、デンス（濃厚）といった分類がされている。

それに関する基本書籍「タイガーパターンズ」も大手出版社から出版され、コレクターの間などでの一応のデファクトスタンダードとされている。ただし、アメリカ本国のコレクター間においてもその分類法に対しては一定の疑義が提出されている。
APA/KPA調達柄に関してのジョンソン分類を例示すると、(1)ジョンウエインタイプJohn Wayne（スパース/デンス）、(2)軍事顧問タイプADvisor's（スパース/デンス）、(3)おたまじゃくしタイプTaDpole（スパース/デンス）、(4)戦争後期タイプLatewar（スパース/デンス、ほか生地厚で分類）

### ジョンソンおよび福岡（MASH）分類ほかの併用によるAPA/KPA調達柄の一般的な呼称
1. 「アーリーパターン」（ジョンソン分類でのJWS/ジョンウエイン　スパース）1962〜63？
2. 「ジョン・ウェイン」（ジョンソン分類でのJWD/ジョンウエイン　デンス）1964〜65？
3. 「シルバーパターン」（ジョンソン分類でのTDS/タッドポール　スパース）1964〜66？
4. 「ゴールドパターン」（ジョンソン分類でのADS/アドヴァイザーズ　スパース) 1966〜69？
5. 「TO-78」　　　　　（ジョンソン分類でのTDD/タッドポール　デンス)
6. 「ARVNクラシック」（ジョンソン分類でのADD/アドヴァイザーズ　デンス）
7. 「レイトウォーパターン」（ジョンソン分類でのLLD/LMD/LHD/レイトウォーライトウェイトデンスなど）

これ以外にも多数のバリエーションが観察される。

## 60年代から70年代の主なタイガーストライプ被服のデザイン
タイガー迷彩生地をつかったジャケット/トラウザーズの形状は、つぎの3つに大まかに分類される。ただし、細部を含め多数のヴァリエーションが観察される。
- ベトナム共和国海兵隊パターン（胸にポケット2つ、ショルダーストラップ、肩補強当て布）
- 米国調達アジアンタイプ（胸に箱ポケット2つ、蓋にひとつボタン）
- 米国調達アングロタイプ（胸に箱ポケット2つ、蓋にふたつボタン、左上腕にシガーポケット）

## ローカルメイド品
当時の南ベトナムあるいは、アメリカ軍の後方基地のあった日本を含む東南アジア、東アジア諸国において、多数のタイガーパターン柄生地および被服がプリント/縫製/仕立てられ個別に着用/消費されていた。